# ايزومي شيمادا
ايزومي شيمادا (بالإنجليزية: Izumi Shimada)‏ هو عالم آثار وعالم إنسان وأستاذ جامعي أمريكي، ولد في 1948 في كيوتو في اليابان.